# Лемзенко, Кир Георгиевич
Кир Георгиевич Лемзенко (22 октября 1932, Ленинград — 14 июля  2023, Санкт-Петербург) — советский военачальник, военный разведчик, военный дипломат, военный, военно-морской и военно-воздушный атташе при Посольстве СССР в ГДР (1982 – 1985), военный, военно-воздушный и военно-морской атташе при Посольстве СССР в Болгарии (1990 – 1992 г.), вице-адмирал (1988).

## Биография
Родился 22 октября 1932 г. в Ленинграде. Отец Лемзенко Георгий Владимирович (1890-1949 годы) – врач.
Мать Лемзенко Раиса Арефьевна (1898-1978 годы) – аптекарский работник.
Образование: Окончил семь классов средней школы, 1-е Балтийское высшее военно-морское училище с отличием (1953 г.), Военно-дипломатическую академию с золотой медалью (1959-1962).
В ВМФ СССР: с 1949 г. В 1953 г. окончил 1-е Балтийское высшее военно-морское училище. Служил на Северном флоте: командир БЧ-2-3 большого охотника за подводными лодками БО-393, ВМБ Йоканьга. 
В 1955 г. БО-393 участвовал в переходе экспедиции особого назначения Севморпутем на ТОФ в Петропавловск-Камчатский и затем в Циндао, Китай для передачи кораблей ВМС Народно-освободительной армии Китая. Здесь К.Г.Лемзенко занимался подготовкой китайских экипажей, в 1956 г. вернулся в СССР и назначен помощником командира малого противолодочного корабля ТОФ. Участвовал в передаче группы кораблей ТОФ ВМС Индонезии, затем командир другого МПК.
В военной разведке: с июля 1959 г. Окончил с золотой медалью Военно-дипломатическую академию Советской Армии. 
После ее окончания в 1962 г. работал в резидентуре ГРУ в Риме под прикрытием ВТО «Совфрахт», согласно американским и итальянским источникам 3 ноября 1966 г. был выслан из страны. 
Занимал должности:
Инструктор сектора сухопутных и ракетных войск отдела административных органов ЦК КПСС (1967 – 1976 г.);
Сотрудник ГРУ Генштаба ВС СССР (1976 – 1982 г.), выезжал в командировки в Сирию, Ирак, Северный и Южный Йемен, Конго, Перу, Бразилию и на Кубу; Контр-адмирал (25 октября 1979 г.)

Лемзенко К. Г., Романов и Дорофеев А. А. с супругами на приеме в Посольстве СССР. Берлин 1983

Военно-морской и военно-воздушный атташе при Посольстве СССР в ГДР (1982 – 1985 г.);
Начальник Управления кадров – заместитель начальника ГРУ Генштаба ВС СССР по кадрам (1986 – 1990 г.); Вице-адмирал (17 февраля 1988 г.)
Военный атташе при Посольстве СССР (РФ) в Болгарии (1990 – 1992 г.);
C 1992 г. в отставке. Занимался общественной работой, заместитель председателя и ответственный секретарь «Союза друзей Болгарии».
Умер 14 июля 2023 года.

## Семья
- Был женат, имел дочь и двоих внуков.

## Награды
- Орден Красной Звезды
- Орден «За службу Родине в Вооружённых Силах СССР» 3-й степени;
- медали СССР и Российской Федерации
- иностранные награды[2][3].

## Память
- На могиле в Санкт-Петербурге на Серафимовском кладбище установлен надгробный памятник
- Его имя увековечено в Главном Храме Вооружённых сил России, и навсегда запечатлено на мемориале «Дорога Памяти».